# Lekcja problemowa
Lekcja problemowa, której twórcą był John Dewey, w przeciwieństwie do lekcji podającej nie polega na biernym podawaniu przez nauczyciela suchych treści, lecz poprzez sytuacje problemowe, które należy rozwiązać, uczniowie sami dochodzą do wiedzy.
Znaczącą zaletą tego typu lekcji jest aktywizacja uczniów. Uczniowie, którzy czynnie uczestniczą w lekcji, poprzez własny wkład myślowy lepiej zapamiętują treści. Wadą jest to, iż nie wszystkie zagadnienia da się przedstawić w formie problemu.